# Gabrielle David
Pour les articles homonymes, voir David.
Gabrielle Henriette Marie David, née le 16 juillet 1884 à Vannes et morte le 2 juin 1959 à Crayssac, est une peintre française.

## Biographie
Élève de Antoine Guillemet et de Jules Adler, sociétaire des artistes français, elle obtient une mention honorable en 1924 au Salon des artistes français et y expose en 1929 la toile La Montée au village (Seine-et-Marne).